# 宮窪石文化運動公園

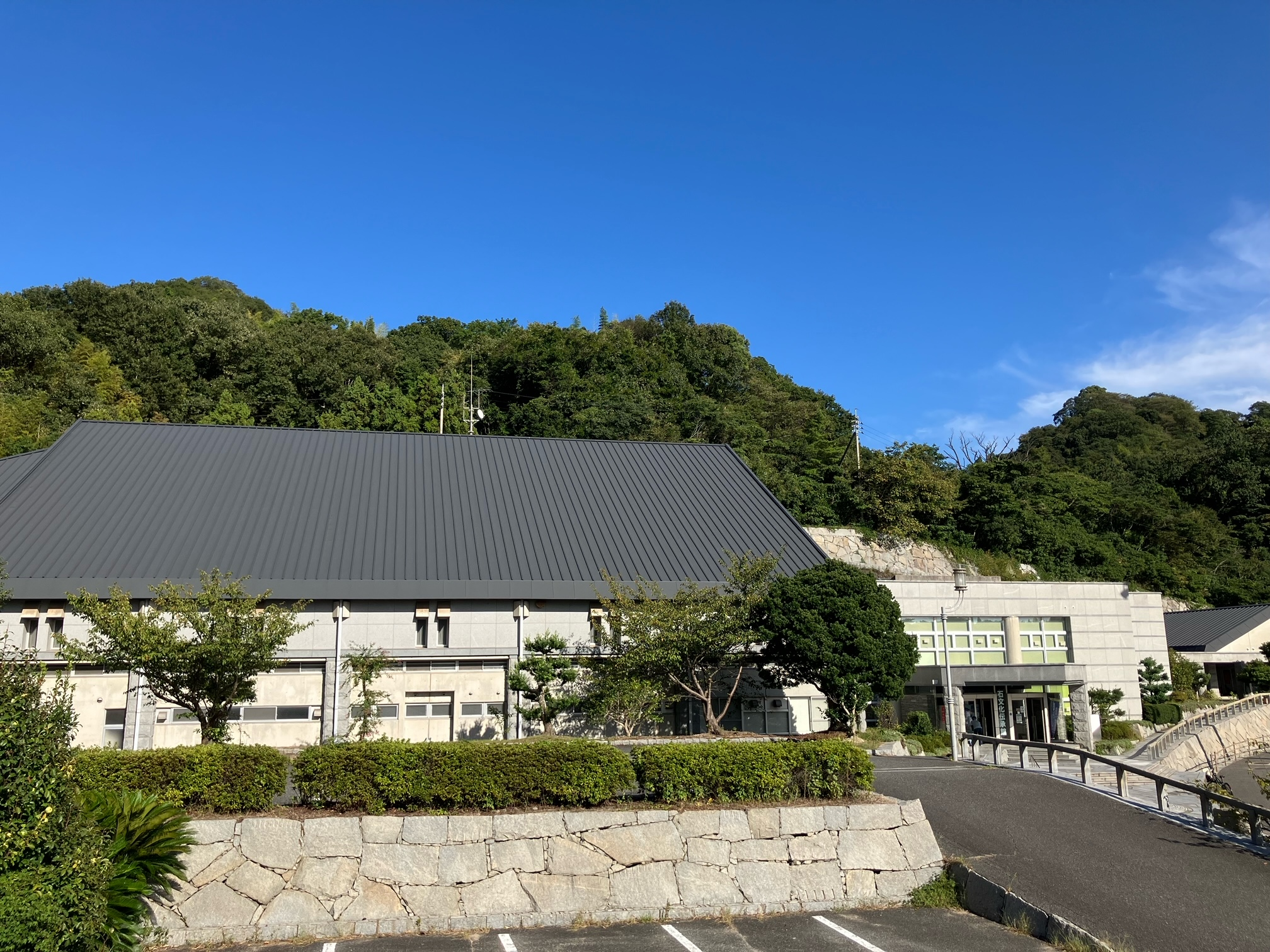
石文化伝承館

宮窪石文化運動公園（みやくぼいしぶんかうんどうこうえん）は、愛媛県今治市宮窪町宮窪にある運動公園である。

## 概要
宮窪町（現：今治市）が各種スポーツや文化施設を集約した町づくりの拠点施設として1986年度から工事を進め、1994年に整備が完了した。大島産の石をふんだんに利用した運動施設で、石のモニュメントを多数展示している。また公園内の「石文化伝承館」では、石の歴史や文化を学べるスペースが設けられている。
野球場は今治市営球場と同様に公認規格に準じた球場設備を有している。2008年に四国・九州アイランドリーグの愛媛マンダリンパイレーツによる主催試合（対香川オリーブガイナーズ戦）が1試合開催された。2010年にも1試合が予定されていたが雨天で他球場に振替となり、以後日程に組まれたことはない。
多目的グラウンドは400mトラックを取ることができる市内唯一の施設となっている。第72回国民体育大会（えひめ国体）の会場としても利用され、アーチェリーの実施会場となった。

## 主な施設
- 野球場
- 多目的グラウンド
- ゲートボール場
- 石文化伝承館
- 石文化学習館

## アクセス
- 西瀬戸自動車道大島南インターチェンジより車で約7分。大島北インターチェンジより車で約2分。
- JR今治駅前より、瀬戸内海交通（急行バス：今治～大三島）・瀬戸内運輸（特急バス：松山、今治～大三島）に乗車して「石文化公園」停留所で下車。
- 大島バスストップより、瀬戸内海交通（友浦行き）に乗車して「石文化公園」停留所で下車。

## 周辺
- 今治市みやくぼ石文化交流館
- 今治市社会福祉協議会 宮窪支所